# Stare Kawkowo
Stare Kawkowo (deutsch Alt Kockendorf) ist ein Ort in der polnischen Woiwodschaft Ermland-Masuren. Er gehört zur Gmina Jonkowo (Landgemeinde Jonkendorf) im Powiat Olsztyński (Kreis Allenstein).

## Geographische Lage
Stare Kawkowo liegt im Westen der Woiwodschaft Ermland-Masuren, 21 Kilometer nordwestlich der Kreis- und Woiwodschaftshauptstadt Olsztyn (deutsch Allenstein).

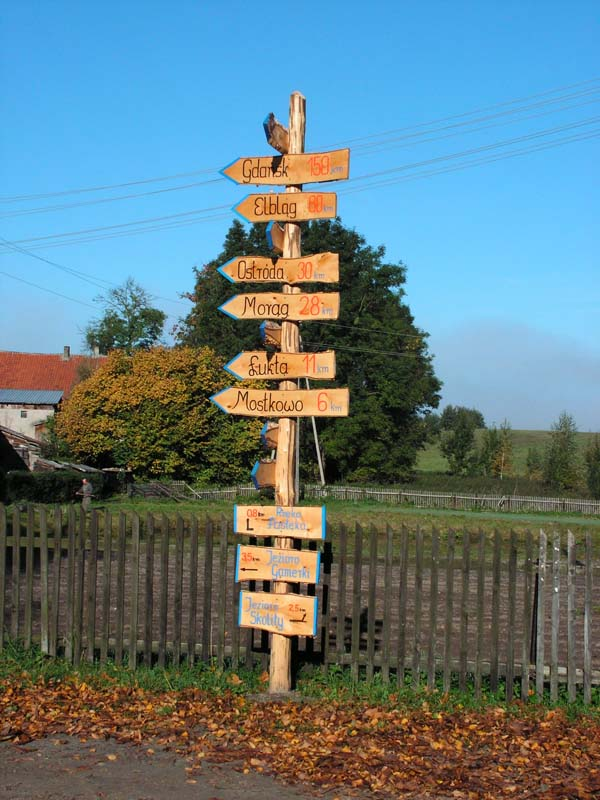
Wegweiser

|  |

## Geschichte

### Ortsgeschichte
Der Ort Alt Kockendorf wurde vor 1380 gegründet. Eine später errichtete  Ziegelei verschaffte dem Dorf überregionale Bedeutung. Von 1874 bis 1945 gehörte es zum Amtsbezirk Kockendorf im ostpreußischen Kreis Allenstein.
Im Jahre 1910 waren in Alt Kockendorf 360 Einwohner gemeldet. Am 30. September 1928 erweiterte sich die Landgemeinde um den Nachbarort Schattens (polnisch Szatanki), der eingemeindet wurde. Die Zahl der Einwohner veränderte sich bis 1933 auf 306 und belief sich 1939 auf 307.
In Kriegsfolge fiel 1945 das gesamte südliche Ostpreußen an Polen. Alt Kockendorf erhielt die polnische Namensform „Stare Kawkowo“ und ist heute eine Ortschaft innerhalb der Landgemeinde Jonkowo (Jonkendorf) im Powiat Olsztyński (Kreis Allenstein), von 1975 bis 1998 der Woiwodschaft Olsztyn, seither der Woiwodschaft Ermland-Masuren zugehörig. Im Jahre 2021 zählte das Dorf 127 Einwohner.

### Amtsbezirk Kockendorf (1874–1945)
Bei seiner Errichtung umfasste der Amtsbezirk Kockendorf acht Orte. Aufgrund struktureller Veränderungen waren es am Ende noch fünf:
| Deutscher Name              | Polnischer Name | Anmerkungen                           |
| --------------------------- | --------------- | ------------------------------------- |
| Alt Kockendorf              | Stare Kawkowo   |                                       |
| Groß Gemmern                | Gamerki Wielkie |                                       |
| Klein Gemmern               | Gamerki Małe    | 1920 nach Groß Gemmern eingemeindet   |
| Labens 1938–1945 Gulben     | Łabędź          | 1928 nach Schaustern eingemeindet     |
| Neu Kockendorf              | Nowe Kawkowo    |                                       |
| Pupkeim 1938–1945 Tolnicken | Pupki           |                                       |
| Schattens                   | Szatanki        | 1928 nach Alt Kockendorf eingemeindet |
| Schaustern                  | Szałstry        |                                       |

Im Jahre 1945 bildeten nur noch die Dörfer Alt Kockendorf, Groß Gemmern, Neu Kockendorf, Schaustern und Tolnicken den Amtsbezirk Kockendorf.

## Kirche
Bis 1945 war Alt Kockendorf in die evangelische Kirche Allenstein der Kirchenprovinz Ostpreußen in der Kirche der Altpreußischen Union eingepfarrt, außerdem in die Kirche Neu Kockendorf (polnisch Nowe Kawkowo) im Bistum Ermland.
Der Bezug zu beiden Kirchen ist nach 1945 für Stare Kawkowo geblieben: zu der jetzt mit einem Namen versehenen Christus-Erlöser-Kirche in Olsztyn (Allenstein), nunmehr in der Diözese Masuren der Evangelisch-Augsburgischen Kirche in Polen gelegen, und zur Pfarrei Nowe Kawkowo im jetzigen Erzbistum Ermland.

## Verkehr
Stare Kawkowo liegt an der Kreisstraße (polnisch Droga powiatowa) 1203N, die von Wilnowo (Willnau) über Mostkowo (Brückendorf) bis nach Jonkowo (Jonkendorf) führt. Ein Bahnanschluss besteht nicht.

## Persönlichkeit des Ortes
- Aloys Moritz (* 22. März 1892 in Alt Kockendorf), deutscher römisch-katholischer Geistlicher und Märtyrer († 1945 in Russland)